# La última cinta de Krapp
La última cinta de Krapp (Krapp's Last Tape) es una obra de teatro en un solo acto, escrita por Samuel Beckett. Consiste de un monólogo de un hombre, que fue originalmente escrito para el actor norirlandés Patrick Magee y que llevaba primero como título Monólogo de Magee. Fue inspirada por la experiencia de Beckett al escuchar a Magee leyendo extractos de sus novelas Molloy (1951) y From an Abandoned Work (1957) del Tercer Programa de la BBC en diciembre de 1957. Al parecer, Beckett quedó impresionado con la voz agrietada del actor y escribió esta obra teniéndolo a él en mente.

## Sinopsis
Krapp es un hombre envejecido que acostumbra a grabar su diario en un magnetófono. De repente encuentra una cinta, Caja número tres, cinta número cinco con una grabación antigua donde puede escuchar a un yo más joven narrando historias del pasado.
A Krapp le desagrada su yo pasado, siente que antes era ególatra y descentrado, le resulta particularmente duro escuchar a su yo más joven hablando del encuentro con una mujer en aquellos años. Krapp terminará grabando una nueva cinta narrando la experiencia de haber escuchado a su yo pasado.

## Interpretación
En muchas ocasiones esta obra ha sido interpretada como una alegoría del fin de la historia, los fragmentos del pasado, los documentos de otras épocas resultan vacíos, sin sentido para justificar la situación actual que se presenta como algo amargo, carente de esperanza.

## Historia

### Estreno mundial
Esta pieza teatral fue estrenada como previo a la interpretación de Final de partida (del 28 de octubre al 29 de noviembre de 1958) en el Royal Court Theatre, Londres. Fue dirigida por Donald McWhinnie y protagonizada por Patrick Magee. En esta primera ocasión, tuvo 38 presentaciones. 

### Primera publicación
El 15 de marzo de 1958, Beckett escribió una carta al editor en Londres, Jake Schwartz, en la cual le decía que tenía "cuatro estados, por escrito, con abundantes notas y correcciones sucias, de un corto monólogo que acababa de escribir [en inglés] para Pat Magee. Esta estaba compuesta a máquina de una maraña de notas antiguas, por lo que te puedo ofrecer el manuscrito."
Según Ackerley y Gontarski, "fue primero publicada en la Evergreen Review 2.5 (verano de 1958) … luego en Krapp’s Last Tape and Embers (Faber, 1959) y Krapp’s Last Tape and Other Dramatic Pieces (Grove, 1960)." La propia traducción de Beckett de la obra en francés, La Dernière Bande, fue publicada en la revista Les Lettres Nouvelles el 4 de marzo de 1959.
Los textos impresos disponibles no deben ser tomados como definitivos. "Para mediados de los años 1950, Beckett ya estaba en conversaciones y trabajando como director... En una carta al asistente editorial de Rosset, Judith Schmidt, fechada el 11 de mayo de 1959, Beckett se refiere a la puesta en escena de Krapp’s Last Tape como su 'creación." Hizo varios cambios significativos al texto con el pasar de los años mientras estuvo involucrado en la dirección de la obra.

## Cine y televisión
Con el título de  La última cinta, fue rodada una película por TVE en 1969 con Fernando Fernán Gómez como Krapp. Además, apareció dirigida por Tom Skipp en 2007.